# Wettmannstätten
Wettmannstätten est une commune autrichienne du district de Deutschlandsberg en Styrie.